# Шайла

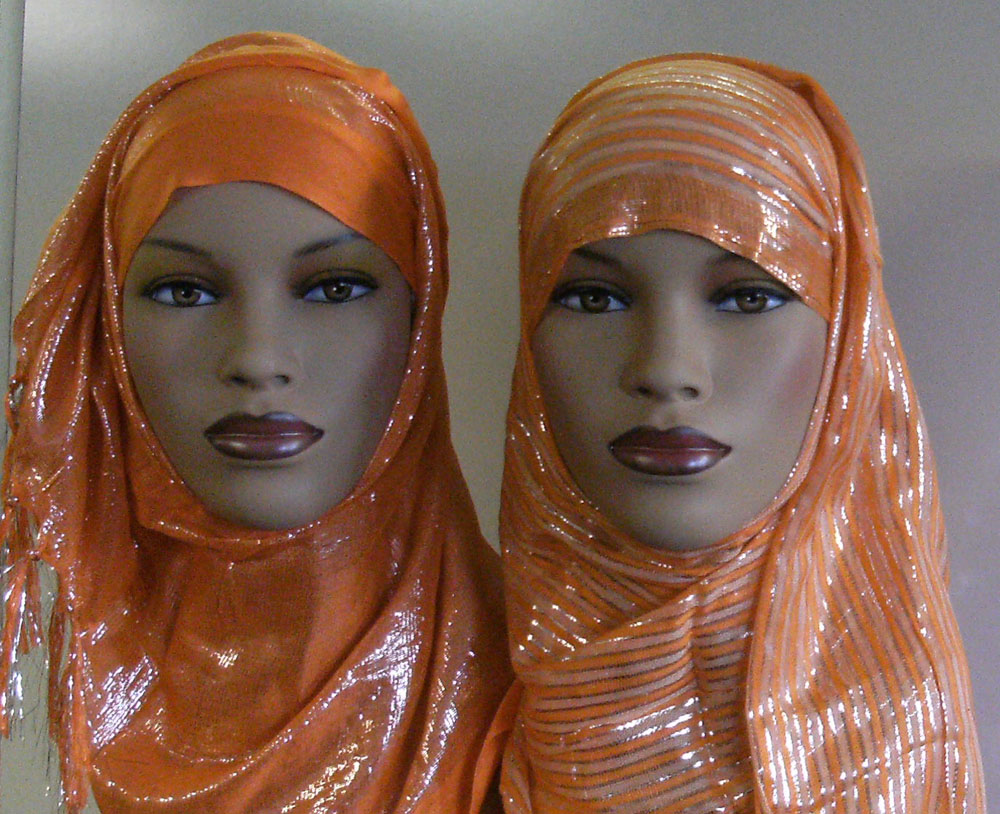
File: Shayla Scarf.jpg

Шайла (араб. شيلة) — ісламський головний убір. Довгий прямокутний шарф, що вільно обертають навколо голови і кладуть на плечі. Шайли бувають різних кольорів.
Шайла популярний у країнах Перської затоки — Кувейті, Іраку, Бахрейні, Омані, Катарі, Саудівській Аравії та Об'єднаних Арабських Еміратах

## Культурне значення
Його носять мусульманки в присутності будь-якого чоловіка за межами їх найближчої родини. Він відрізняється від хімара тим, що його зазвичай загортають і пришпилюють.
Деякі жінки віддають перевагу додаванню об'єму за допомогою величезних гумок для волосся або великих затискачів перед тим, як обернути голову хусткою або кепкою. Потім шарф Shayla обертають навколо голови. Шпильки, затискачі та пов'язки на голову використовуються для стилізації шарфа та утримання його на місці